# Prix Europa
Prix Europa, najvažnija europska televizijska nagrada. Prix Europa – European Broadcasting Festival nagrađuje najbolje europske televizijske, radijske i online produkcije da bi ih promicao u Europi i podupirao njihovu distribuciju diljem europskog kontinenta. Održava se u Berlinu.
Osnovali su ga 1987. godine Europski parlament, Europska komisija i Europska kulturna zaklada. Narastao je u najutjecajniji paneuropski broadcasting festival. Okuplja medijske profesionalce, novinare, autore i redatelje u prekograničnoj razmjeni umijeća i analizama što je u europskoj agendi. Festival traje pet dana. Moto festivala je Changing Europe, što na hrvatskom znači Mijenjajući Europu ali i Europa koja se mijenja. Od 2017. godine festival je pod patronažom Europskog parlamenta. Festival je značajna referntna točka za mlade autore.

## Vanjske poveznice
- Prix Europa